# عصام زهر الدين
عصام جدعان زهر الدين (1961 - 18 أكتوبر 2017) كان ضابطًا في الحرس الجمهوري السوري برتبة عميد، ينتمي إلى الطائفة الدرزية وهو من محافظة السويداء، وجده لأبيه هو الفريق عبد الكريم زهر الدين وزير الدفاع السوري السابق بحكومة بشير العظمة. كان أباً لخمسة أولاد كلهم يحاربون مع الجيش العربي السوري.
برز اسمه خلال الأحداث التي شهدتها سوريا منذ مارس 2011 وذلك بعد أن قاد عمليات عسكرية ضد المعارضة المسلحة في سوريا، منها إلى عملية بابا عمرو في حمص والتل في محافظة ريف دمشق، كما قاد عمليات أخرى ضد جماعات مسلحة أخرى أبرزها تنظيم داعش.
يعتبره المؤيدون للرئيس بشار الأسد ضابطاً ناجحاً؛ في حين تتهمه المعارضة بارتكاب جرائم حرب. عمل مع علي خزام الذي قتل في أكتوبر 2012. قُتل عصام زهر الدين يوم 18 أكتوبر 2017 في دير الزور، وتضاربت الروايات حول سبب مقتله، فقالت مصادر النظام السوري أن سبب ذلك كان انفجار لغمٍ زرعه تنظيم داعش، فيما قالت مصادر المعارضة أنه قُتل جراء خلافٍ داخلي مع ضباط آخرين.

## مهام تولاها
- قائد قوات الحرس الجمهوري «اللواء 104» بدير الزور (2012 - 2017)[7]
- قائد حامية مدينة ومطار دير الزور خلال حصار تنظيم داعش لها (2014-2017).
- قائد لقوات المخابرات الجوية في المنطقة الشرقية (2013).
- قائد العمليات العسكرية بعملية فك الحصار عن حلب (2013)
- ضابط في الحرس الجمهوري باللواء 104 تحت إمرة باسل الأسد (إلى 1994) ومن بعده بشار الأسد (إلى 2000).
- ضابط في القوات الخاصة (1980-1987)

## الحرب الأهلية السورية
قاد عصام زهر الدين لواء الحرس الجمهوري 104 في دوما وحرستا إلى جانب العميد مناف طلاس قبل انشقاق الأخير. كان هذا اللواء بقيادة بشار الأسد قبل أن يصبح رئيساً، وبقيادة باسل الأسد حتى وفاته في 1994. وفقاً لشهادة منشق قدمها إلى منظمة هيومن رايتس ووتش، أمر زهر الدين بالضرب المنهجي للمتظاهرين المعتقلين في دوما خلال مرحلة الانتفاضة المدنية في الحرب الأهلية السورية؛ وبسبب هذه الأفعال المزعومة، أصبح معروفاً بين المعارضة السورية بلقب "الوحش الدرزي".
مع تصاعد الحرب الأهلية السورية، أصبح زهر الدين من أبرز وأرفع أعضاء الطائفة الدرزية في سوريا الذين يقاتلون إلى جانب الحكومة. ونتيجة لذلك، تعرض لانتقادات واسعة من الدروز المؤيدين للمعارضة وضد الحرب: حيث اتهمه زعيم الدروز اللبناني وليد جنبلاط بـ"القتال ضد قومه"، كما استُهدف زهر الدين من قبل مجموعة من رجال الدين الدروز الذين اجتمعوا في السويداء في فبراير 2013 واعتبروه شخصاً يستحق الموت، في بيان ندد باستخدام العنف من كلا الطرفين. لكن بين الدروز المؤيدين للحكومة في سوريا بما في ذلك هضبة الجولان، كان يُعتبر "بطلاً" وله العديد من الأتباع.
في أوائل 2012، أُرسل زهر الدين إلى حمص حيث كان الهجوم العسكري السوري على الجماعات المتمردة يبلغ ذروته في حصار و معركة بابا عمرو، حيث حاصر جنوده الحي، وقطعوا طرق الإمداد وقصفوه. كان العديد من المدنيين محاصرين، وقُتل العشرات في الهجمات. في 21 فبراير، اعترضت الحكومة مكالمة للصحفية الحربية الشهيرة ماري كولفين قالت فيها: "الجيش السوري ببساطة يقصف مدينة من المدنيين الجائعين والبردانين". في دعوى قضائية قُدمت في محكمة الولايات المتحدة في منطقة كولومبيا، قدمت عائلة كولفين أدلة على أن الحكومة السورية تتبعت كولفين من لبنان، وحددت موقع مكالمتها إلى مركز حمص الإعلامي، وأكدت مكانها بواسطة مخبر محلي، ثم، تحت أوامر ماهر الأسد، استهدفت وحدات الحرس الجمهوري والقوات الخاصة في حمص موقعها باستخدام طريقة تسمى "التطويق"، حيث تم إطلاق عدة صواريخ على جانبي الموقع، تقترب تدريجياً حتى ضربته مباشرة. وادعت الدعوى أن زهر الدين خطط للهجوم المدفعي مع علي مملوك، مدير المخابرات الوطنية السورية، ورفيق شحادة، المدير السابق للمخابرات العسكرية. قُتل المصور الفرنسي ريمي أوشليك وأصيب المصور البريطاني بول كونروي، والمراسلة الفرنسية إديث بوفير، والمترجم السوري وائل العمر في نفس الهجوم.
بعد بدء الهجوم على حلب (أكتوبر 2013)، كان من المقرر أن يقود زهر الدين هجومًا على عنادان، لكنه طلب للمساعدة في دير الزور بسبب وفاة اللواء جامع. أثناء وجوده هناك، اشتهر بزياراته المتكررة للخطوط الأمامية وتواصله مع الجنود العاديين. في 27 نوفمبر 2013، وأثناء قيادته لقواته في منطقة الرشدية، أصيب زهر الدين برصاصة في ساقه. سافر زهر الدين مع ابنه ياروب إلى السويداء في سبتمبر 2015 لحضور جنازة الشيخ وحيد البلوص، وهو قائد درزي كان ناشطًا بارزًا ضد الحرب.
بعد عام 2013، تمت ترقية زهر الدين من عميد إلى لواء. بحلول عام 2016، كان يقود 7000 جندي في معركة استعادة مدينة دير الزور الشرقية من تنظيم داعش. وكان يقود اللواء 104 المظلي، الذي شكل جوهر دفاع المدينة.
في عام 2016، تم تصويره وهو يقف بجانب جثث مقاتلي داعش المعلقة والتي بدت أنها تعرضت للتعذيب والتمزيق، أو كانت بقايا تفجير انتحاري. في عام 2017، أُدرج زهر الدين على قائمة عقوبات الاتحاد الأوروبي لدوره في "القمع العنيف للسكان المدنيين، بما في ذلك خلال حصار بابا عمرو في فبراير 2012".
في 5 سبتمبر 2017، هنأه الرئيس بشار الأسد على دوره في دير الزور خلال الحصار الذي استمر لأكثر من ثلاث سنوات من قبل داعش. استغل المناسبة لشكر الحلفاء على رفع الحصار، وقال للاجئين السوريين "لا تعودوا أبداً"، وأضاف "حتى لو غفرت لكم الدولة، فنحن لن نغفر ولن ننسى". لكن في رسالة صوتية لاحقة، قال زهر الدين إنه كان يقصد فقط الذين حملوا السلاح ضد الجيش السوري بعدم العودة.

## مقتله
قدمت الحكومة السورية رواية واحدة لحادثه مقلته، بينما قدم المعارضون رواية مختلفة يمكن إجمالها كما يلي:

### رواية من الحكومة السورية وصحف مستقلة
في يوم الأربعاء 18 أكتوبر 2017 أعلن التلفزيون السوري ووسائل إعلام في دمشق عن مقتل زهر الدين بانفجار لغم أرضي بحويجة صكر (صقر) بدير الزور، خلال عملية العسكرية كان يقوم به الجيش السوري ضد تنظيم الدولة الإسلامية (داعش). وظهرت روايات للجنود الشهود على حادثة مقتله يقولون فيها بأن لغماً أرضياً أصابه خلال تقدمه راجلاً لاستطلاع مواقع داعش.
وأيدت صحف مستقلة هذه الرواية. فنقلت القدس العربي عن مصادر خاصة لها في تنظيم داعش بأن زهر الدين قد قتل في كمين مفخخ كان معداً مسبقاً قرب مبنى الثروة السمكية في حويجة صكر في دير الزور. وأكدت صحيفة القدس العربي بأن هذه طريقة التفخيخ واعداد الكمائن قد طبقها داعش سابقاً وخصوصاً في الموصل.

### رواية المعارضة
بالمُقابل، شكك آخرون من المعارضة السورية بهذا الكلام وقدموا عدداً من الروايات مغزاها بأنَّ زهر الدين رُبما يكون قُتل جراء تصفيات داخل النظام وخلافات بين ضباطه، كون الأخير قاد معارك عدة ضد تنظيم داعش في دير الزور، وفرض التنظيم عليه وعلى مقاتليه حصارًا طويلًا في مطار دير الزور العسكري، دون أن يتعرض زهر الدين للخطر، فيما قالت مصادر موالية للنظام أنه أصيب بمعاركه مع التنظيم مرة واحدة على الأقل، قبل أن يعلن النظام في شهر سبتمبر 2017 فك الحصار عن المطار المذكور. ويمكن استعراض الروايات كما يلي:
- العربية نت: أشار موقع العربية الأخباري إلى أن زهر الدين قتل برصاصة إصابته في الرأس، بعد إطلاق نار جرى بين عناصره نتيجة خلاف شخصي.[25]
- الإعلامي فيصل القاسم: قال فيصل القاسم - الذي ينحدر من محافظة السويداء التي هي مسقط رأس زهر الدين - إنه حصل على معلومات من فرع الأمن العسكري في دير الزور، تكشف أن زهر الدين لم يُقتل جراء انفجار اللغم؛ بل إثر اشتباكات وقعت مع وحدة من قوات النظام بعد نشوب خلاف بينه وبين أحد الضباط. وقال القاسم في المعلومات التي نشرها على حسابه بموقع فيسبوك يوم الخميس 19 أكتوبر 2017، أن اجتماعًا للجنة الأمنية في دير الزور عُقد يوم الثلاثاء 17 أكتوبر 2017 وحضره عددٌ كبار الضُبَّاط وبينهم قائد المهام الخاصة بمجلس المحافظة، وأنَّ زهر الدين رفض حضور الاجتماع بسبب خلاف بينه وبين العميد جمال رزوق، الذي كان حاضرًا للاجتماع، فاتصل به رئيس اللجنة الأمنية وطُلب منه الحُضور بأمرٍ عسكريٍّ لكنه رفض. فتوجهت دورية عسكريَّة لإحضاره بالقوَّة، فاشتبكت عناصرها مع رجال زهر الدين وحصل تبادل لِإطلاق النار بين الطرفين مما أدَّى إلى إصابة عدَّة أشخاص من بينهم يعرب زهر الدين، ابن العميد المذكور، وزهر الدين نفسه الذي أصيب بطلق ناري بعينه خرج من مؤخرة رأسه.[26][27] وأورد القاسم رواية أخرى بتغريدة له، قال فيها أن زهر الدين قتل في اللاذقية.[28] على أن شبكات وصفحات إخبارية موالية للنظام السوري بثت صور ليعرب زهر الدين المذكور سلفًا ومرافقه يتحدثان عن مقتل العميد والده.[18]
- شبكة عنب بلدي : أوردت الشبكة عدد من الروايات تفضي إلى أن الدولة السورية هي من قتلت أحد قادتها العسكريين.[29]
- المعارض نزار نيوف: ينقل رواية ضابط سوري ويؤكد أن سيارة عصام زهر الدين أصيبت بصاروخ موجه من طائرة أمريكية.[30]
- وكالة فرات بوست: حزب الله أو العميد سهيل الحسن قتلا زهر الدين.[31]
- وكالة قاسيون للأنباء: من قتل زهر الدين هم النظام وروسيا[32]